# Callambulyx sinjaevi
Espèce
Callambulyx sinjaevi est une espèce d'insectes lépidoptères de la famille des Sphingidae, de la sous-famille des Smerinthinae, de la tribu des Smerinthini et du genre Callambulyx.

## Répartition et habitat
Répartition
L'espèce n'est connue pour l'instant que dans la province du Shaanxi en Chine.

## Systématique
- L'espèce Callambulyx sinjaevi a été décrite par l'entomologiste allemand Ronald Brechlin en 2000[1].
- Localité type : Chine, province du Shaanxi, Tai-bai-shan-Mts, Tsinling Mts, Réserve naturelle de Foping, 33.51ºN, 107.57ºE, 1 500 m.